# Edéa Darcque
 (octobre 2020).
Si vous disposez d'ouvrages ou d'articles de référence ou si vous connaissez des sites web de qualité traitant du thème abordé ici, merci de compléter l'article en donnant les références utiles à sa vérifiabilité et en les liant à la section « Notes et références ».
Edéa Darcque  est une actrice française d'origine camerounaise

## Biographie
Elle arrive en France à l'âge de 3 ans.
Après des études générales sanctionnées par un baccalauréat C (en mathématiques, sciences physiques) et un DEUG langues étrangères appliquées (anglais, allemand), elle acquiert une formation d'actrice en suivant le Cours Florent en 1re année dans la classe de Valérie Nègre et en 2e année dans la classe de Françoise Roche.
Elle joue dans des films réalisés par Andrzej Zulawski, Édouard Molinaro, Didier Bourdon, Fabien Onteniente, Robin Campillo.
Son agence artistique est Arlette Berthommé ARTEV.

## Filmographie

### Cinéma
- 2020 : À l'ombre des filles d’Etienne Comar
- 2019 : Deux moi de Cédric Klapish
- 2018 : Les égéries des grands hommes de Vincent de Brus
- 2016 : La Vengeance aux yeux clairs de David Morley
- 2015 : Nos bébés ont une histoire de Romain ICard
- 2015 : Orpheline d’Arnaud des pallières : Naya
- 2013 : Eastern Boys de Robin Campillo : Chelsea
- 2006 : Camping de Fabien Onteniente : Sidy Mendez
- 2006 : Essaye-moi de Pierre François Martin-Laval : Fan
- 2004 : Claire l'obscure : Claire
- 2003 : 7 ans de mariage de Didier Bourdon
- 2002 : Se souvenir des belles choses de Zabou Breitman : Delphine
- 2000 : La Fidélité de Andrzej Zulawski : Ina
- 1999 : Une journée de merde : Joséphine

### Télévision
- 2024 : Capitaine Marleau, épisode Le Secret d'Alba de Josée Dayan : Mariette
- 2018 : Tu vivras ma fille de Gabriel Aghion : Directrice de la crêche
- 2012 : Alice Nevers, le juge est une femme "Trop d’amour" de Thierry Petit
- 2010 : L'Homme sans nom de Sylvain Monod : Karen
- 2000-2010 : Avocats et Associés (série TV) : Rose
- 2005 : Le Tuteur (série télévisée) d'Édouard Molinaro : Lela
- 2005 : Clara Sheller (série télévisée) : N'Daya
- 2003 : Une amie en or de Eric Woreth : Fania
- 2003 : Rêves en France (film TV) de Pascal Kané : Mata
- 2003 : Simon le juste (série télévisée) de Gérard Mordillat : Zoulé
- 2001 : Villa mon rêve (série télévisée) de Didier Grousset : Rosalie
- 2001 : Nestor Burma (série télévisée) : L'Antillaise
- 2001 : Dans la gueule du loup (film TV) de Didier Grousset